# Tahere Saffarzade
Tahereh Saffarzadeh (persiska: طاهره صفارزاده), född 1936 i Sirjan, död 25 oktober 2008 i Teheran, var en iransk poet, författare, översättare och en framstående universitetsprofessor. År 2001 publicerades hennes översättning av Koranen på engelska och persiska.